# Нагрудный знак МОН Украины «Отличник образования»
Нагрудный знак МОН Украины «Отличник образования» (укр. Нагрудний знак МОН України «Відмінник освіти») — ведомственный поощрительный знак отличия Министерства образования и науки Украины.

## Учреждение

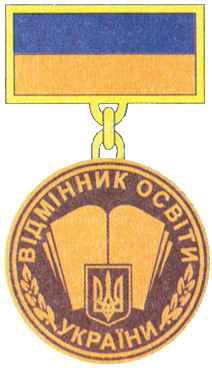
Вид нагрудного знака до 2013 года

Награда была учреждена 23 апреля 1997 года и называлась «Поощрительный знак отличия Министерства образования и науки Украины — нагрудный знак „Отличник образования Украины“» (укр. Заохочувальна відзнака Міністерства освіти и науки України — нагрудний знак «Відмінник освіти України»). 3 февраля 2003 года были внесены изменения в Положение о ведомственных поощрительных знаках отличия Министерства образования и науки Украины. С 30 июля 2013 награда имеет нынешнее название и вид нагрудного знака.
В 2014—2016 годах награждение знаком отличия не производилось ввиду отсутствия у Министерства образования и науки Украины нагрудных знаков.

## Порядок награждения
Нагрудным знаком «Отличник образования» награждаются педагогические, научные и научно-педагогические работники, государственные служащие, другие работники сферы образования, внёсших весомый вклад в развитие сферы образования и науки, имеющие стаж работы в сфере образования не менее пяти лет и уже награждённые Почетной грамотой МОН Украины, за:
- значительный личный вклад в развитие образования и науки;
- плодотворную педагогическую, научно-педагогическую и научную деятельность;
- профессиональную и научную подготовку учащейся и студенческой молодёжи;
- организацию учебной, воспитательной, научно-методической и научно-исследовательской работы;
- координацию деятельности педагогических, производственных коллективов;
- эффективное управление учреждениями образования;
- организацию научного и методического обеспечения учебных заведений и учреждений образования;
- внедрение управленческих новаций;
- подготовку, переподготовку и повышение квалификации педагогических, научно-педагогических и научных кадров, специалистов отраслей экономики Украины.

Награждение может проводиться как за личные трудовые достижения, так и по случаю профессиональных праздников, юбилеев предприятий, учреждений, организаций.
Награждение нагрудным знаком лиц, которые были отмечены государственной наградой, отличиями Верховной Рады Украины, Кабинета Министров Украины, Премьер-министра Украины, Министерства образования и науки Украины и местных органов исполнительной власти, возможно не ранее чем через три года после последнего награждения, за исключением работников, достигших предельного возраста пребывания на государственной службе и выходят на пенсию или результаты работы которых имеют важное международное и общегосударственное значение.
Награждение знаком отличия повторно не проводится.
В течение одного года может быть вручено не более 7693 таких наград.
Представление о награждении нагрудным знаком «Отличник образования» вносятся министру образования и науки Украины его заместителями, министром образования и науки, молодежи и спорта Автономной Республики Крым, руководителями структурных подразделений аппарата МОН Украины, учебных заведений, предприятий, учреждений, организаций, относящихся к сфере образования, структурных подразделений по вопросам образования и науки областных, Киевской и Севастопольской городских государственных администраций по основному месту работы.

## Описание нагрудного знака

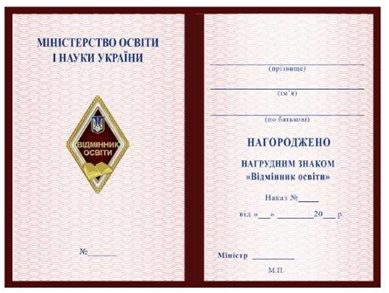
Удостоверение к нагрудному знаку

Нагрудный знак имеет вид ромба, в центре которого на темно-бордовом фоне размещается надпись в две строки: «Отличник образования». В верхней части ромба — Герб Украины, внизу — рельефное изображение раскрытой книги. Со всех сторон ромб обрамляют белая и жёлтая полоски. Все изображения знака рельефные. На обратной стороне награды находятся крепления к одежде.
Размер награды — 45×30 мм.
К нагрудному знаку награждённому выдаётся удостоверение к нему.
Знак носится с правой стороны груди и размещается ниже знаков государственных наград Украины, иностранных государственных наград. При наличии у лица нескольких нагрудных знаков носится не более трёх таких знаков.